# 諾斯基夫齊
48°57′41″N 27°57′47″E / 48.96139°N 27.96306°E
諾斯基夫齊（烏克蘭語：Носківці），是烏克蘭的村落，位於該國西南部文尼察州，由日梅林卡區負責管轄，始建於1431年，面積3.37平方公里，海拔高度320米，2001年人口1,702，人口密度每平方公里505.49人。